# Мохамед Сіфан
Мохамед Сіфан (нар. 8 березня 1983) — мальдівський футболіст, який грав на позиції півзахисника. Відомий за виступами в низці мальдівських клубів, та в складі національної збірної Мальдівів, та брав участь у її складі у футбольному турнірі Азійських ігор у 2006 році.

## Клубна кар'єра
Мохамед Сіфан з 2004 до 2008 року, за виключенням нетривалого періоду оренди в клубі «Валенсія» (Мале), грав у складі клубу «Нью Радіант», у складі якого кілька разів ставав чемпіоном Мальдівів та володарем Кубка Мальдівів. З 2009 до 2012 року футболіст грав у складі клубу «Вікторі Спорт Клаб», у складі якого ще раз став чемпіоном країни та двічі володарем кубку. У 2013—2015 роках Сіфан знову грав у складі клубу «Нью Радіант», у складі якого ще тричі ставав чемпіоном крани та ще раз володарем кубку. Завершував виступи на футбольних полях гравець у складі клубу «Валенсія» (Мале), у складі якого грав до 2018 року.

## Виступи за збірні
У 2005 році Мохамед Сіфан дебютував у складі національної збірної Мальдівів. У складі збірної брав участь у чемпіонаті федерації футболу Південної Азії, переможцем якого став у 2008 році. У 2006 році Сіфан брав участь у футбольному турнірі Азійських ігор. У складі збірної грав до 2015 року, загалом зіграв у складі збірної 45 матчів, у яких відзначився 1 забитим м'ячем.